# ورزشگاه کومیلا
ورزشگاه کومیلا (به لاتین: Comilla Stadium) یک ورزشگاه در بنگلادش است که در کامیلا واقع شده‌است.